# Ectocyclops affinis
Ectocyclops affinis – gatunek widłonoga z rodziny Cyclopidae. Opisał go w 1863 roku norweski hydrobiolog Georg Ossian Sars, nadając mu nazwę Cyclops affinis. W bazie World Register of Marine Species takson ten ma status nomen dubium.